# 4t districte de Budapest
El 4t districte (en hongarès: Újpest, en català: Nou Pest) és actualment el un dels districtes de Budapest i una antiga ciutat hongaresa. Es troba a la vora oriental del Danubi. El nom Újpest significa Nou Pest, ja que la ciutat es va formar als afores de la ciutat de Pest el 1840. Újpest va ser poble fins a l'any 1907 quan va rebre el títol de ciutat. El 1950, però, va ser absorbida per Budapest passant a ser-ne el districte IV.
Un dels millors equips d'Hongria, l'Újpest FC porta el nom del districte, el lloc on va néixer i on juga des de la seva fundació el 1885

## Ciutats agermanades
- Marzahn-Hellersdorf, Berlín, Alemanya
- Chalcis, Grècia
- Tyresö, Suècia